# Goldspechte
Die Gold- oder Krummschnabelspechte (Colaptes), in Nordamerika volkstümlich auch Flicker genannt, bilden eine Gattung der Vögel aus der Unterfamilie Echte Spechte innerhalb der Spechte (Picidae). Mit 11 Arten und mehreren Unterarten bewohnen sie den ganzen amerikanischen Kontinent.

## Beschreibung
Das Gefieder dieser Spechte zeichnet sich durch eine hellbraune Grundfarbe mit gewellter Zeichnung aus. Die Schwanzfedern sowie die Flügel leuchten von goldgelb über kupferfarben bis mattrot.

## Lebensweise
Sie durchfliegen im Bogenflug ihr Territorium und sind sehr lebhaft und äußerst ruffreudig. Man findet sie hauptsächlich in Bodennähe, wo sie Ameisen und andere Insekten suchen. Ihre Nahrung besteht (nach Arthur Cleveland Bent, 1939) zu 60 % aus tierischen und zu 40 % aus pflanzlichen Bestandteilen.
Vor allem die Goldspechte aus den nördlichen Gebieten der Vereinigten Staaten sind Zugvögel. Der Vogelzug beginnt Ende September und endet im Februar bis Anfang April. Während dieses Zuges bilden sie lockere Verbände und rufen häufig.

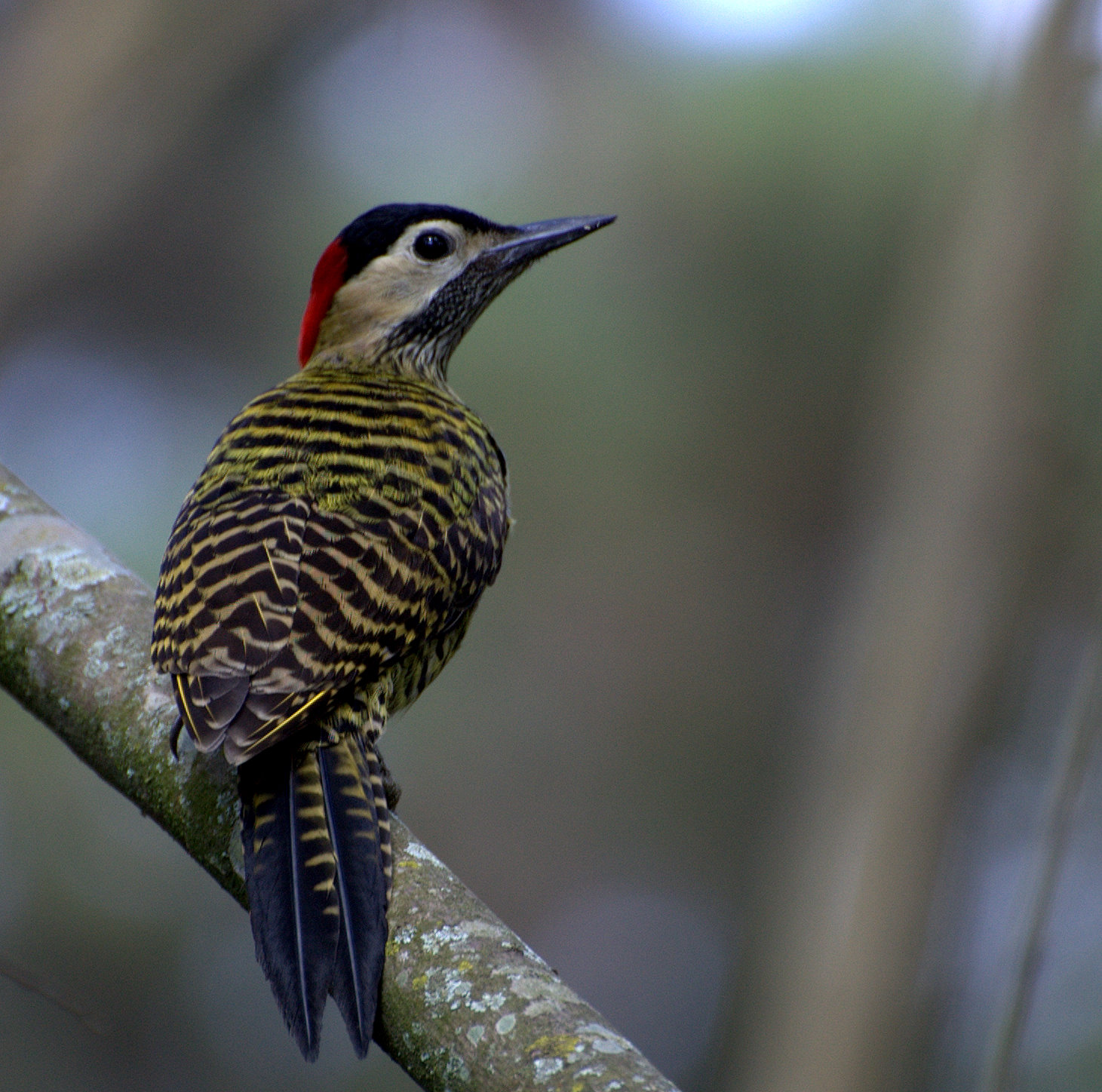
Grünbindenspecht, (Colaptes melanochloros)

Ebenso charakteristisch ist ihr Schwenktanz, der nicht nur als Balz- und Werbetanz, sondern auch als Imponiergehabe zur Revierverteidigung dient. Bei diesem Tanz wird der Kopf wild geschwenkt und der Schwanz schräg gespreizt, bis er 45° seitlich vom Körper absteht und die glänzend gelbe Unterseite zur Schau gestellt wird.

## Lebensraum
Sie bevorzugen offene bis halboffene Landschaften.

## Fortpflanzung
Nisthöhlen werden meist in morschen Baumstämmen, Masten oder wie beim Wüstengoldspecht in Riesenkakteen angelegt. Eine andere Art, der Andenspecht, nistet in Erdhöhlen an Steilhängen.
Nisthöhlen werden in Höhen von 0,5 m bis 27 m vorgefunden und sind zwischen 17 und 46 cm tief. Die Ein- und Aussteigeöffnungen haben einen Durchmesser von 5 bis 11 cm.
Durchschnittlich legen sie zwischen 6 und 8 glänzend weiße Eier, aus denen nach 9 bis 12 Tagen die Jungen schlüpfen, die dann, nach wiederum 10 Tagen, die Augen öffnen. Nach 25 bis 28 Tagen endet die Nistzeit und die Jungen fliegen aus, werden aber noch einige Zeit von ihren Eltern versorgt.

## Lautäußerungen
Auf große Entfernung nutzen beide Geschlechter eine lange Rufreihe aus kick-kick-kick Lauten was manchmal auch als wicka-wicka-wicka wahrgenommen wird. Der Alarmruf klingt wie Kjioub und die Intimlaute zwischen Paaren sind ein sehr leises wät-wät, uiihk-uiihk oder wop-wop.

## Arten
Aktualisiert Oktober 2022
- Olivmantelspecht (Colaptes rubiginosus) – 19 Unterarten
- Graukappenspecht (Colaptes auricularis)
- Bronzeflügelspecht (Colaptes aeruginosus)
- Rotmantelspecht (Colaptes rivolii) – 6 Unterarten
- Graustirnspecht (Colaptes atricollis) – 2 Unterarten
- Tüpfelbrustspecht (Colaptes punctigula) – 6 Unterarten
- Grünbindenspecht (Colaptes melanochloros) – 5 Unterarten
- Goldspecht (Colaptes auratus) – 10 Unterarten
- Wüstengoldspecht (Colaptes chrysoides) – 4 Unterarten
- Bermudaspecht (Colaptes oceanicus) †
- Kubaspecht (Colaptes fernandinae)
- Bänderspecht (Colaptes pitius)
- Südandenspecht, auch Andenspecht (Colaptes rupicola) – 3 Unterarten
- Feldspecht (Colaptes campestris) – 2 Unterarten

Auf Bermuda sind Goldspechte fossil bekannt. So wurden 1981 in der Admirals Cave im Hamilton Parish Überreste von Flachlandspechten der Gattung Colaptes entdeckt, die zum größten Teil auf das Jungpleistozän datiert werden. Ein rechter Tarsometatarsus eines Jungvogels stammt aus dem Holozän. Vermutlich hat die Art jedoch bis zur frühen Besiedelung Bermudas überlebt, da ein Reisebericht des Kapitäns John Smith aus dem Jahr 1623 auf Beobachtungen von Spechten auf Bermuda hindeutet, die sich sowohl auf Saftlecker (Sphyrapicus) als auch auf Goldspechte beziehen können. 2013 verfasste Storrs L. Olson die wissenschaftliche Erstbeschreibung und nannte die neue Art Colaptes oceanicus.